# Steer wrestling

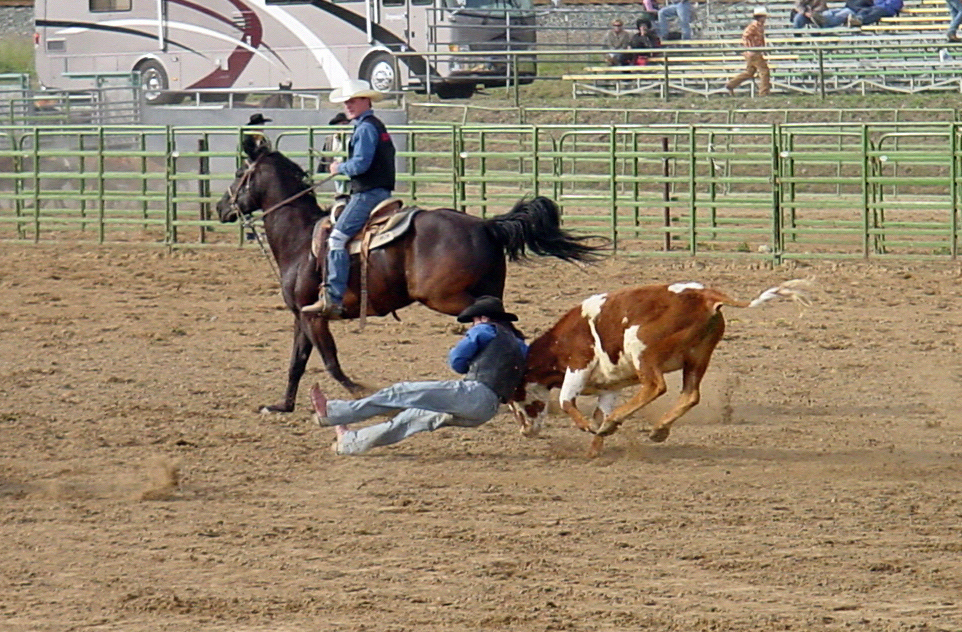
Steer wrestling na rodeo CalPoly

Steer wrestling (inaczej bulldogging) – jest konkurencją western riding, rozgrywaną na czas, w której jeździec na koniu goni wołka (ang. steer – wykastrowany byk w wieku około roku), zeskakuje z konia na byczka i mocuje się z nim w celu powalenia go na ziemie poprzez wykręcenie rogów. Konkurencja jest bardzo widowiskowa, ale dosyć niebezpieczna, gdyż spore jest ryzyko zranienia zawodnika.

## Początki
Historycznie rzecz biorąc, steer wrestling nie był częścią życia na rancho. Pojawiał się na początku XX wieku, podczas organizowanych przedstawień, mających w atrakcyjny sposób pokazywać pracę kowboja.

## Obecnie

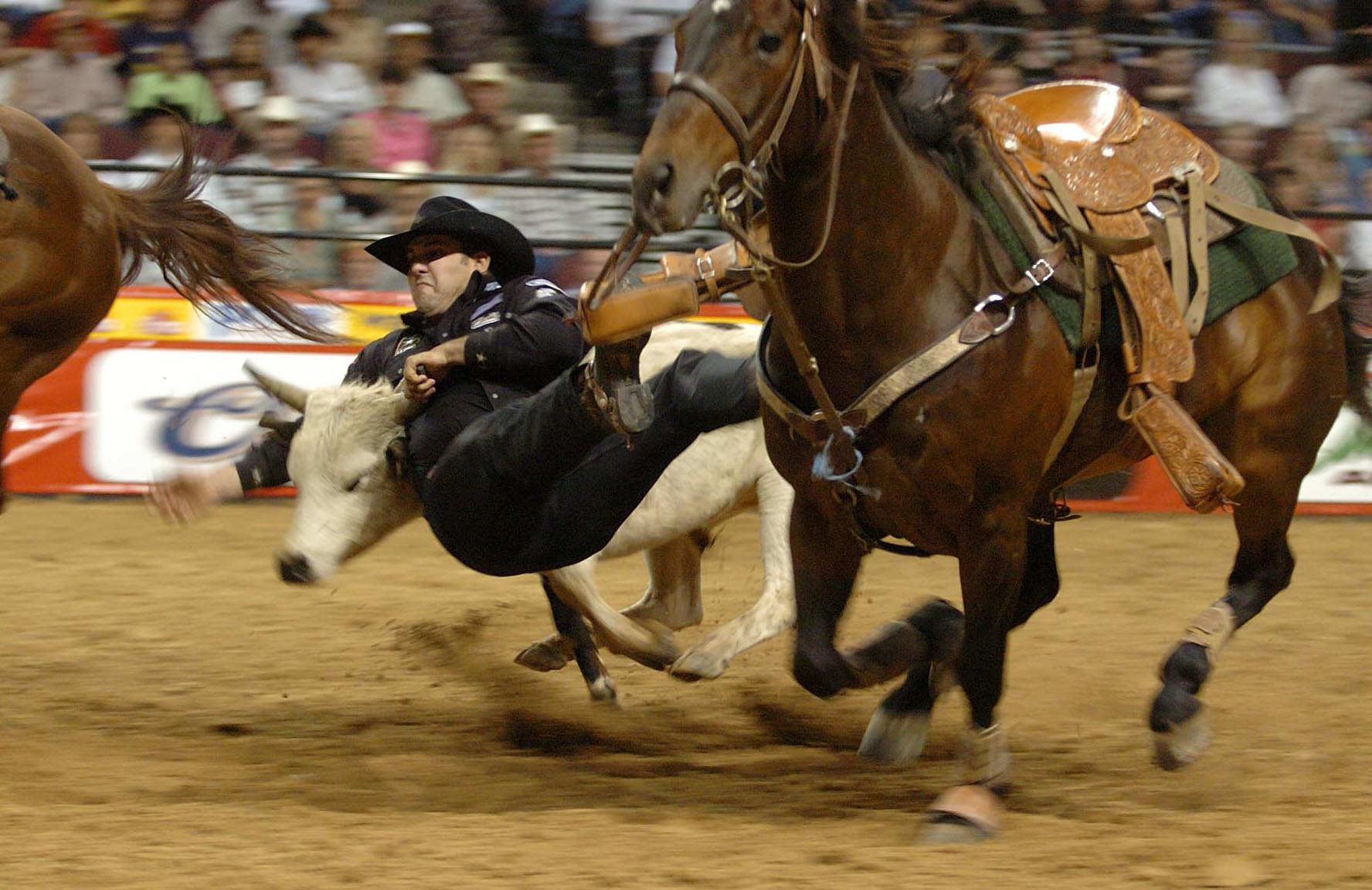
Steer wrestling na Amerykańskich Finałach Rodeo 2004

Obecnie w konkurencji bierze udział byczek oraz dwóch kowboi na koniach. Wołek jest wypuszczany przez specjalny boks z automatyczną bramką. Zawodnicy startują z obu jego stron: z jednej strony (zazwyczaj z prawej) znajduje się zawodnik zwany hazer, który jedzie równolegle do byczka od momentu startu. Jego zadaniem jest spowodowanie aby byczek biegł po linii prostej. Z drugiej strony (zazwyczaj z lewej) startuje z pewnym opóźnieniem zawodnik zwany steer wrestler (ang. zapaśnik siłujący się z wołkiem) lub bulldogger (ang. buldożer).
Po tym jak steer wrestler jest gotowy, daje on znak i osoba odpowiedzialna za obsługę bramki otwiera ją. Oswobodzony byczek natychmiast ucieka, podczas gdy hazer podąża obok niego. Gdy byczek przebiegnie trzy metry, rusza steer wrestler, który próbuje dogonić biegnące zwierzę i zeskoczyć na nie, chwytając je za rogi. Gdy mu się to uda, wykręca rogi byczka, ciągnąć w dół jego nos w celu zaburzenia równowagi byczka, po czym nagle rzuca go na ziemie. Kiedy wszystkie cztery nogi przestaną dotykać ziemi, zatrzymywany jest czas. Byczek jest uwalniany i może odbiec.

## Technika

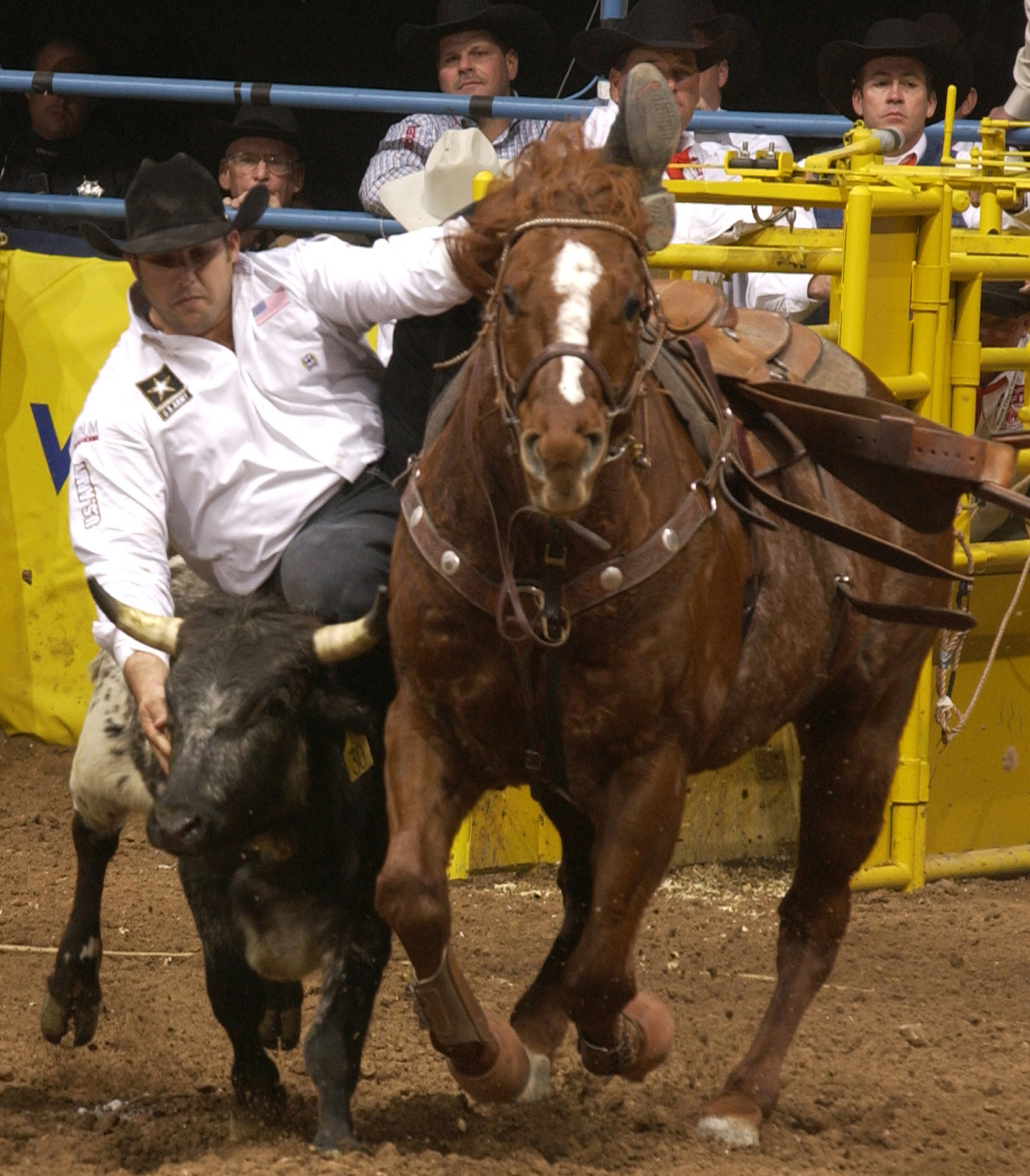
Powalanie byczka na ziemię

Sugerowana metodą siłowania się z byczkiem jest odchylenie się z galopującego konia w pobliżu byka, przeniesienie ciężaru górnej części ciała na kark byczka z jedną ręką blisko jego rogu i mocne chwycenie go. W momencie gdy koń minie siłującego się zawodnika, jego stopy powinny same wypaść ze strzemion. Steer wrestler ślizgając się odrobinę  w lewo, będzie wykręcał głowę cielaka poprzez naciskanie w dół bliższego rogu oraz przyciąganie do siebie dalszego. Ostatecznie 'steer wrestler położy nos byczka w lewo i przerzuci ciężar w tył destabilizując zwierzę i w konsekwencji przewracając je na ziemię.

## Zasady
Zasady steer wrestlingu mówią, że koń steer wrestlera musi cierpliwie czekać z pogonią, aż byczek odbiegnie na wystarczającą odległość. Złamanie tego zakazu i natychmiastowe ruszenie za uciekającym zwierzakiem jest karane dodaniem 10 sekund do czasu zawodnika. Jeśli byczek potknie się lub przewróci zanim steer wrestler go zatrzyma, należy zaczekać z ponowną próbą rzucenia go na ziemię, aż byczek się podniesie. Jeśli steer wrestler całkowicie puści byczka w trakcie zatrzymywania, konkurencja nie jest zaliczona. 
Typowy czas profesjonalistów waha się między 3.5 a 10 sekundami. Współcześnie wykorzystuje się głównie byczki rasy Corriente lub Texas Longhorn, a ich waga waha się zazwyczaj w przedziale od powyżej 200 do blisko 300 kg, podczas gdy waga zawodników wynosi od 90 do 125 kg. Podczas steer wrestlingu ryzyko urazu jest spore, ale mniejsze niż podczas ujeżdżania byka lub dzikiego konia.

## W Polsce
W Polsce i w całej Europie stosuje się mniejsze zwierzęta, a konkurencja kończy się zatrzymaniem cielaka (nie jest on powalany). Spowodowane jest to brakiem praktycznych umiejętności, w związku z czym konkurencja rozgrywana na oryginalnych zasadach byłaby za trudna i zbyt niebezpieczna oraz mogłaby budzić niepotrzebne kontrowersje.